# Conseil des Quatre Pays

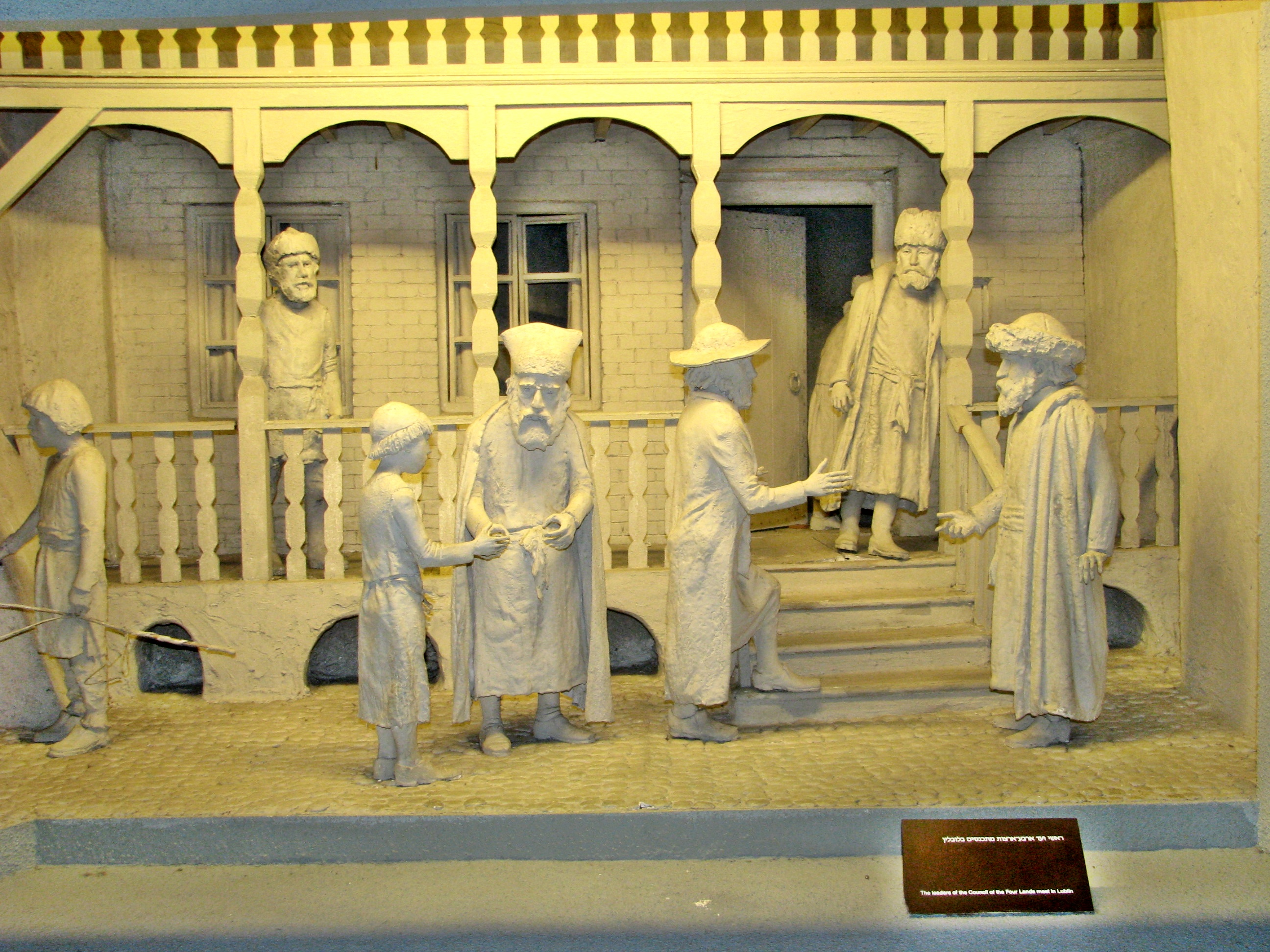
Représentation d'une réunion des dirigeants du conseil des Quatre Pays au Musée de la Diaspora à Tel Aviv.

Le Conseil des Quatre Pays (en hébreu : ועד ארבע ארצות Va'ad Arba' Aratzot) fut l'instance centrale de l'autorité juive de la république des Deux Nations entre 1580 et 1764. Basé à Lublin, le conseil comprenait trente membres et il était composé de deux comités, un religieux et un laïc, provenant de tous les kahals. Cette assemblée décidait de tous les sujets importants de la communauté juive, dont les impôts. Les « Quatre Pays » de la République ainsi représentés étaient la Grande-Pologne, la Petite-Pologne, la Ruthénie rouge et la Volhynie, la Lituanie ayant son propre Conseil.
Ce parlement juif reconnu par le roi était une institution sans équivalent en Europe, une sorte d’Etat autonome dépendant toutefois de la couronne de Pologne.
Simultanément avec le Conseil des Quatre Terres, a été créé le Tribunal des Quatre Terres, inspirée du Tribunal de la Couronne. Il comprenait des rabbins et des laïcs. Le tribunal avait son propre maréchal, généralement un rabbin, et délibérait au même temps que le Conseil.

## Histoire

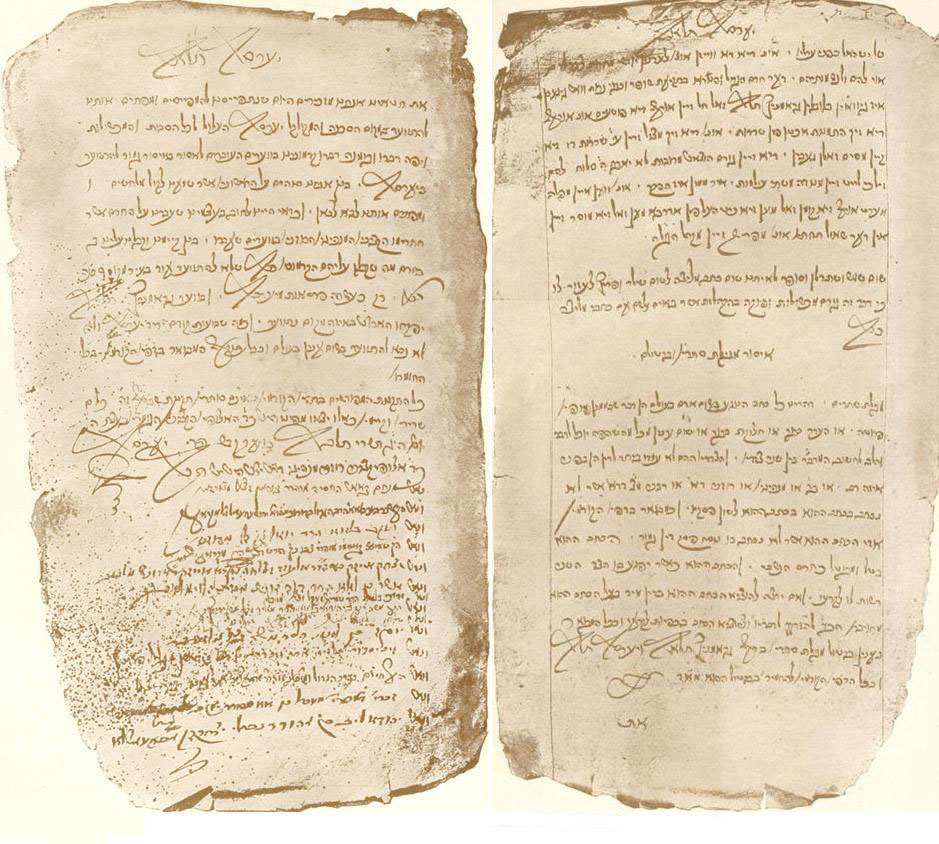
Page extraite du recueil des actes du Conseil (recto et verso), document ayant appartenu à Simon Dubnow.

Les premières assemblées juives en Pologne se déroulaient de manière plus ou moins formelle, à l'occasion des grandes foires, comme celle de Lublin. Déjà, sous le règne de Sigismond Ier de Pologne (1506-1544), les rabbins se rassemblaient pour juger d'affaires privées « selon les lois propres à la communauté ». Un de ces jugements est qualifié en 1533 comme émanant de la « cour suprême des Juifs ».
Plusieurs facteurs ont mené à la création de cet organe législatif. La forte population juive en Pologne, communauté ayant une grande importance dans la vie économique et industrielle du pays, et les singularités de l'organisation politique et sociale de la république des Deux Nations poussèrent les Juifs de Pologne à former une instance représentant leurs propres intérêts, légiférant de manière autonome sur tous les sujets propres à leur communauté et à leur pratique religieuse. L'installation de chaque communauté était régie par une charte, à l'image du statuts de Kalisz accordé aux Juifs de Pologne en 1264. En échange du paiement de l'impôt, ils pouvaient exercer librement leur culte et leurs activités économiques et ils bénéficiaient d'une véritable autonomie vis-à-vis de l'Etat : avec leurs propres tribunaux et le droit de prélever eux-mêmes les impôts au sein de leur collectivité.
Ainsi, le Conseil des Quatre Terres était basée sur l'organisation très performante des communes juives ou « kahals » — terme désignant à la fois l'administration de la commune et les membres de la communauté — et sur différentes institutions préexistantes traitant de l'administration, de la justice, du fait religieux et de l'assistance aux nécessiteux, la communauté juive constitue ainsi son propre organe législatif.
Le Conseil des Quatre Pays a été reconnu par le roi Stefan Batory en 1580. Le roi de Pologne avait besoin de nouveaux fonds pour la guerre avec la Russie et le Conseil a été établi pour que les Juifs du Royaume puissent discuter et convenir du montant des taxes imposées aux municipalités par l'État. Cependant, le Conseil des Quatre Pays est rapidement devenu un organe de gouvernance plus élargie.
Au départ le Conseil des Quatre Pays intégrait également les Juifs de Lituanie, puisque à partir de 1569 la date du traité de Lublin, le royaume de Pologne et le grand-duché de Lituanie étaient réunis en un seul État : la république des Deux Nations. L'ensemble de l'espace polono-lituanien totalisait alors un million de personnes, soit un dixième de la population totale de la République.
Diverses appellations coexistaient un temps, cet organe a pu être nommé également « Conseil des Trois Pays » — Pologne, Lituanie, Ruthénie rouge — ou « Conseil des Cinq Pays » — Grande-Pologne, Petite-Pologne, Ruthénie rouge, Lituanie, Volhynie — mais c'est finalement l'appellation de Conseil des Quatre Pays qui s'est imposée.
En 1623, les communautés juives du grand-duché de Lituanie se sont retirés du Conseil des Quatre Pays, et ont constitué leur organe propre, le Conseil du Pays de Lituanie. Cette date marque particulièrement la scission entre judaïsme litvak et judaïsme poliak.
Le Conseil se réunissait une à deux fois par an, entre Pourim et Pessa'h à la foire de Lublin, puis à Jarosław à l'Est de la Pologne lors du mois d'Av ou d'Eloul. Plus rarement, le Conseil était délocalisé, comme en 1583 à Tyszowce ou en 1668 à Łęczna. Pendant la seconde moitié du XVIIe siècle, le Conseil se tenait plus souvent à Jarosław qu'à Lublin, mais en 1671 le Conseil a quitté définitivement Jarosław, ville jugée peu sûre et pernicieuse, depuis qu'elle était devenue le théâtre des opérations militaire de la première guerre du nord.
Au fil du XVIIIe siècle les prérogatives du Conseil deviennent de plus en plus limitées. Le Conseil se réunit moins souvent, moins régulièrement, généralement à Jarosław. L'un des derniers conseil s'y tient à l'automne 1753, où l'on discuta de la controverse opposant les rabbins Jacob Emden et Jonathan Eybeschutz au sujet des Sabbatéens. Le Conseil se solde par l'acquittement d'Eybeschutz, accusé d'hérésie.
En 1764, la Diète de Pologne ordonne la cessation des assemblées générales des Juifs sous peine d'une amende de 6 000 grivnas, causant la disparition du Conseil des Quatre Pays. Cette décision fait suite à l'incapacité du Conseil à lui fournir les taxes exigées après les massacres perpétrés en Ukraine par les cosaques de Bohdan Khmelnytsky.
Peu de temps après, les partages de la Pologne entre l'Empire russe, la monarchie de Habsbourg et le royaume de Prusse, changent complètement l'organisation territoriale et tout le système des kahals ne peut pas recréer cette assemblée supranationale, aucunement souhaitée par chacune des nouvelles puissances.

## Organisation et rôle
Le Conseil des Quatre Pays dispose de fonctions administratives. Il évalue les taxes locales et nationales, supervise les organisations caritatives, etc. Les rabbins de l'assemblée gardent eux l'autorité sur les questions d'ordre religieux et judiciaires. Le Conseil choisit également un délégué, qui représente la communauté auprès du Roi de Pologne et de la Diète de Pologne.
Les activités sont organisées en quatre branches :
- Législation
- Administration
- Justice
- Religion et culture

Les deux premiers thèmes sont traités par le comité laïc, les deux derniers par le comité religieux. Une de ses principales réalisations est la mise en place d'un système éducatif unifié, qui permet à la Pologne d'être un foyer fécond pour de nombreux talmudistes. De nombreux écrivains assistent aux débats, et rendent compte du fonctionnement de l'organisation, comme Yom-Tov Lipman Heller.
Parmi les actes forts entérinés par le Conseil, on retiendra :
- 1580 : Interdiction faite aux Juifs de prendre des fonctions les mettant en position de donner des ordres à des Chrétiens, en accord avec la constitution de la Diète de Pologne, réunie en 1538 à Piotrków ; interdiction également aux Juifs de s'installer dans certaines régions ;
- 1594 : Mise en place d'une sorte de comité de censure ; l'ensemble des ouvrages destinés à l'enseignement doit être approuvé par un conseil de rabbins ;
- 1607 : Rappel de la stricte observance de la cacherout et de la ṭerefah, et interdiction de boire du vin dans les auberges tenues par les catholiques, sous peine de déshonneur ; obligation faite de porter une tenue à la coupe différente de celles portées par les Chrétiens ;
- 1669 : Renouvellement de l'interdiction faite aux Juifs de s'installer en Mazovie ;

L'autorité religieuse de l'assemblée permet à la communauté de lutter de manière organisée contre les hérésies, comme le sabbatéisme ou le frankisme.

## Composition
Le nombre des délégués ne peut pas être connu exactement, tant les informations sont fragmentaires et contradictoires. Nathan Hannover estime que chaque kahal élit son représentant par un corps électoral constitué des aînés du ḳahal, auxquels se joignent les six rabbins (en latin : doctores Judæorum) les plus influents de Pologne. Mais il apparaît à la lecture des « pinkes » de ḳahal — les registres des ḳehillot — que seuls les kahals les plus importants de chaque « galil » en français : « province » envoyaient leurs délégués au Conseil. Les capitales de chacun des quatre pays (Poznań, Cracovie, Lwów et Ostróg) envoyaient quant à elles au moins deux délégués. Les actes qui nous sont parvenus, dont les wa'ads (en), portent la signature de quinze à vingt-cinq délégués, quoique la plupart du temps seules celles des six rabbins y figurent. On peut donc être sûr que le conseil comportait au moins trente membres, rabbins inclus. Toutefois, d'autres sources[Lesquelles ?] parlent de soixante-dix membres.

## Postérité
À Tel Aviv, on trouve une « rue des Quatre-Pays » : « Arba Aratzot ».